# Edwin Catmull
Edwin Catmull (Parkersburg, 31 de março de 1945) é um cientista da computação gráfica estadunidense e presidente da Pixar e Walt Disney Animation Studios.

## Biografia e carreira
Quando jovem sentia-se inspirado pelos filmes da Disney,como Peter Pan e Pinocchio, e sonhou em tornar-se animador de longas-metragens. Ele até fez animação usando flip-books. Catmull formou-se em 1969, tornando-se bacharel em direito, em física e ciência da computação pela Universidade de Utah.
Mais tarde ele achou que não tinha talento e dedicou-se à matemática, física e ciência de computação. Foi aluno de Ivan Sutherland durante o seu tempo de estudante trabalhou em mapeamento de textura, B-Splines, Spatial Anti-Aliasing e Subdivision Surfaces e Z-Buffer.
Em 1972 ele criou um filme animado 3D de sua mão esquerda. Em 1979 George Lucas convidou Catmull a trabalhar na indústria do entretenimento nas áreas de gráficos computadorizados, edição de video e audio digital. Em 1986 Catmull tornou-se CTO do estúdio Pixar fundado por Steve Jobs. Em 1995 a Pixar lançou o primeiro filme de longa-metragem animado Toy Story.
Como cientista informático, Catmull contribuiu com muitos descobrimentos na área de computação gráfica. Ele é considerado o inventor da técnica Z-Buffer. Em março de 2020, Catmull compartilhou o Prêmio Turing de 2019 com Pat Hanrahan por seu trabalho pioneiro em imagens geradas por computador.